# Palais Accardo
Le palais Accardo (en italien : Palazzo Accardo) est un bâtiment éclectique de la ville de Cagliari en Italie.

## Histoire
Le bâtiment, conçu par l'architecte italien Dionigi Scano (it), est construit entre 1899 et 1901.

## Description
Le palais se situe au coin du largo Carlo Felice et de la via Francesco Crispi dans le centre-ville de Cagliari.
Le bâtiment présente un style éclectique. Les ouvertures du rez-de-chaussée sont marquées par des arcs alignés avec les fenêtres des trois étages supérieurs, chacun richement décorée et avec des balcons en partie saillants et en partie alignés sur les façades.